# 石井昇
石井 昇（いしい のぼる、1948年12月21日 - ）は、東京都出身のプロゴルファー。

## 来歴
1980年にプロ入り。
1983年の新潟オープンでは初日を白石達哉・竹安孝博・水野和徳・羽川豊・青木功と並んでの6位タイでスタートし、最終日には藤木三郎・船渡川育宏・牧野裕と並んでの6位タイに入った。
1987年には千葉オープンで牧野・中村忠夫・長谷川勝治・中尾豊健・磯崎功・小川清二に次ぐと同時に川上典一と並んでの7位タイに入り、伊香保国際オープンでは初日を68で草壁政治・高橋五月・金谷多一郎・中川泰一に次ぐと同時に須藤聡明・青木基正と並んでの6位タイに着け、ペプシ宇部では金井清一・中嶋常幸と並んでの4位タイに入った。
1988年の関東オープンを最後にレギュラーツアーから引退し、現在は昭島市のDRG（ドリームリアリティゴルフ）でゴルフスクールを担当。